# Magomied Kuruglijew
Magomied Czichibubajewicz Kuruglijew (ros. Магомед Чихибубаевич Куруглиев ur. 16 stycznia 1974 w Cnał) – kazachski zapaśnik w stylu wolnym. Trzykrotny olimpijczyk. Dziewiętnasty zawodnik Igrzysk w Atlancie 1996 w kategorii 74 kg. Dziesiąty w Sydney 2000 w kategorii 85 kg. Osiemnasty w Atenach 2004 w kategorii 84 kg.
Ośmiokrotny uczestnik Mistrzostw Świata, brązowy medal w 2005. Zdobył trzy medale na Igrzyskach Azjatyckich, srebrny w 2002, brązowy w 1998 i 2006 roku. Pięć razy walczył w Mistrzostwach Azji, zdobył trzy medale. Najlepszy zawodnik Igrzysk Wschodniej Azji w 1997, drugi w 2001, wicemistrz Igrzysk Centralnej Azji z 1995. Wojskowy wicemistrz świata w 2005 roku.